# Stenogyne viridis
Stenogyne viridis är en kransblommig växtart som beskrevs av Wilhelm B. Hillebrand. Stenogyne viridis ingår i släktet Stenogyne och familjen kransblommiga växter. Inga underarter finns listade i Catalogue of Life.